# コンフリクト・デルタ 湾岸戦争1991
コンフリクト・デルタ 湾岸戦争1991はイギリスのPivotal Gamesが開発した湾岸戦争を舞台にしたサードパーソン・シューティングゲームであるConflict: Desert Stormの日本版である。コンフリクトシリーズ第1弾。
2003年12月18日にカプコンによりPS2版が発売された。海外ではPS2版の他にもXbox版、GC版、PC版もリリースされている。続編にコンフリクト・デルタII 湾岸戦争1991がカプコンによりPS2版がリリースされているが、北米ではConflict: Vietnam、Conflict: Global Terrorとさらに続編がリリースされている。FPSとなった、最新作Conflict: Denied OpsはDouble Clutchと言うタイトルで日本でもリリースされている。

## 概要
1990年8月2日イラク軍がクウェートに侵略し、アメリカ軍とイギリス軍を中心とした多国籍軍による、イラク軍からクウェート開放の砂漠の嵐作戦が始まり、湾岸戦争が起きる。プレイヤーはアメリカ陸軍特殊部隊デルタフォースかイギリス陸軍特殊部隊SASのどちらかの部隊を選択し、Bradley、Foley、Connors、Jonesの最大4名で編成される部隊を操って、各ミッションの任務を遂行する。一部のステージによっては、乗り物としてM998ハンヴィーやM2ブラッドリー歩兵戦闘車に乗る事も出来る。トレーニングモードで戦闘訓練を行う事も可能で、2人で協力しながらの2人同時プレイも可能である。